# ゴールドライン (アトランタ・マルタ)
ゴールドライン（Gold Line）は、アトランタ・マルタが運行する地下鉄路線である。ドラビル駅からリンドバーク・センター駅まで通じているが、リンドバーク・センター駅からレッドラインに乗り入れるため、運転系統としては、ドラビル駅からエアポート駅まで通じている。

## 概要
アトランタ郊外のドラビルからシャンブリー、ブルックヘイブンを通り、リンドバーク・センター駅でレッドラインと合流する。アトランタ中心部を通りアトランタ国際空港まで行くことができる。元々ノースイースト・サウス線と呼ばれていたのを2009年に路線を色ごとに改名した際に、ゴールドラインと名付けられた。当初はイエローラインとなるはずであったが、沿線に住むアジア系住民に配慮してゴールドラインとなった（イエローがアジア系住民の蔑称であるため）。

## 運行形態
昼間は15分ごと（1時間に4本）に運行され、全列車が通し運転である。リンドバーク・センター駅・エアポート駅間はレッドラインも15分毎に運行されるため、あわせて1時間に8本の運行となる。

## 駅一覧
| 駅                                    | 駅番号 | 開業年 | 乗り換え                     |
| ------------------------------------- | ------ | ------ | ---------------------------- |
| ドラビル                              | NE10   | 1992   |                              |
| シャンブリー                          | NE9    | 1987   |                              |
| ブルックヘイブン/オグルソープ         | NE8    | 1984   |                              |
| レノックス                            | NE7    | 1984   |                              |
| リンドバーグ・センター                | N6     | 1984   | レッドライン                 |
| アーツ・センター                      | N5     | 1982   |                              |
| ミッドタウン                          | N4     | 1982   |                              |
| ノース・アベニュー                    | N3     | 1981   |                              |
| シビック・センター                    | N2     | 1981   |                              |
| ピーチツリー・センター                | N1     | 1982   | アトランタ・ストリートカー   |
| ファイブ・ポインツ                    |        | 1981※  | ブルーライン・グリーンライン |
| ガーネット                            | S1     | 1981   |                              |
| ウエスト・エンド                      | S2     | 1982   |                              |
| オークランド・シティ                  | S3     | 1984   |                              |
| レイクウッド/フォート・マクファーソン | S4     | 1984   |                              |
| イースト・ポイント                    | S5     | 1986   |                              |
| カレッジ・パーク                      | S6     | 1988   |                              |
| エアポート                            | S7     | 1988   |                              |

※ブルーライン・グリーンラインは1979年開業。